# Horní Rožínka
Horní Rožínka (en allemand : Ober Rosinka) est une commune du district de Žďár nad Sázavou, dans la région de Vysočina, en République tchèque. Sa population s'élevait à 74 habitants en 2020.

## Géographie
Dolní Rožínka se trouve à 6 km au sud-ouest de Bystřice nad Pernštejnem, à 20 km à l'est-sud-est de Žďár nad Sázavou, à 46 km à l'est-nord-est de Jihlava à 142 km au sud-est de Prague.
La commune est limitée par Rozsochy au nord, par Rodkov et Rožná à l'est, par Blažkov au sud, et par Zvole à l'ouest.

## Histoire
La première mention écrite de la localité date de 1366.

## Transports
Par la route, Horní Rožínka se trouve à 7 km de Bystřice nad Pernštejnem, à 23,5 km de Žďár nad Sázavou, à 55 km de Jihlava et à 175 km de Prague.